# Фох, Нина
Нина Фох (англ. Nina Foch; 20 апреля 1924 — 5 декабря 2008) — американская актриса голландского происхождения, номинантка на премию «Оскар».

## Биография
Нина Консуела Мод Фок (англ. Nina Consuelo Maud Fock) родилась 20 апреля 1924 года в голландском городе Лейден. Её мать, американская актриса Консуела Флоуртон, после развода со своим голландским мужем Дирком Фохом вместе с малолетней дочерью вернулась в США. Её мать способствовала появлению у Нины Фох художественного таланта: она занималась на фортепиано и увлекалась изобразительным искусством, а также проявляла большой интерес к театру.
В 1943 году Нина Фох дебютировала в кино и в течение последующих лет добилась большого успеха, исполняя в основном роли холодных, высокомерных, а также иностранных женщин. В 1951 году актриса появилась вместе с Джином Келли в музыкальной комедии «Американец в Париже», а позже долгое время исполняла роль Либби Ханнеман в телевизионном сериале «Театр 90». В 1954 году за роль в фильме «Номер для директоров» Нина Фох была номинирована на премию «Оскар». Также успешными её ролями стали Мария-Антуанетта в «Скарамуше» (1952), дочь фараона Бифия в «Десяти заповедях» (1956), а также Елена Глабр в «Спартаке» (1960).
Нина Фох трижды была замужем. Её первым мужем был актёр Джеймс Липтон (1954—1959), вторым Дэннис Брайт (1959—1963), от которого она родила сына, а третьим Майкл Дэвэлл (1967—1993). Все три брака завершились разводом.
В последние годы Нина Фох жила в Беверли-Хиллз, где преподавала в Школе кинематографического искусства, а также являлась консультантом у многих голливудских режиссёров. Актриса умерла 5 декабря 2008 года в возрасте 84 лет в Медицинском центре им. Рональда Рейгана в Лос-Анджелесе от осложнений, связанных с миелодисплазией, заболеванием крови.

## Избранная фильмография
| Год  |    | Русское название           | Оригинальное название       | Роль                             |
| ---- | -- | -------------------------- | --------------------------- | -------------------------------- |
| 1944 | ф  | Возвращение вампира        | The Return of the Vampire   | Ники Сондерс                     |
| 1944 | ф  | Тени в ночи                | Shadows in the Night        | Лоис Гарленд                     |
| 1945 | ф  | Побег в тумане             | Escape in the Fog           | Айлин Карр                       |
| 1945 | ф  | Меня зовут Джулия Росс     | My Name Is Julia Ross       | Джулия Росс                      |
| 1945 | ф  | Свидание Бостонского Блэки | Boston Blackie's Rendezvous | Сэлли Браун                      |
| 1947 | ф  | Джонни О’Клок              | Johnny O’Clock              | Харриет Хобсон                   |
| 1948 | ф  | Тёмное прошлое             | The Dark Past               | Бетти                            |
| 1949 | ф  | Сыщик                      | The Undercover Man          | Джудит Уоррен                    |
| 1949 | ф  | Джонни Аллегро             | Johnny Allegro              | Гленда Чапмен                    |
| 1951 | ф  | Американец в Париже        | An American in Paris        | Майло Робертс                    |
| 1952 | ф  | Скарамуш                   | Scaramouche                 | Мария-Антуанетта                 |
| 1954 | ф  | Административная власть    | Executive Suite             | Эрика Мартин                     |
| 1955 | ф  | Беззаконие                 | Illegal                     | Эллен Майлс                      |
| 1956 | ф  | Десять заповедей           | The Ten Commandments        | Бифия                            |
| 1960 | ф  | Спартак                    | Spartacus                   | Елена Глабр                      |
| 1962 | тф | Ребекка                    | Rebecca                     | миссис Денверс                   |
| 1968 | с  | Коломбо                    | Columbo                     | Кэрол Флемминг                   |
| 1975 | ф  | Красное дерево             | Mahogany                    | мисс Эванс                       |
| 1981 | ф  | Богатые и знаменитые       | Rich And Famous             | гостья на литературной вечеринке |
| 1989 | ф  | До мозга костей            | Skin Deep                   | Мардж, мать Алекса               |
| 1993 | ф  | Щепка                      | Sliver                      | Эвелин Макэвой                   |
| 1996 | ф  | Это моя вечеринка          | It’s My Party               | миссис Тайс                      |
| 1997 | ф  | Ускользающий идеал         | Til There Was You           | София Монро                      |
| 1998 | ф  | Наследство                 | Hush                        | Элис Баринг                      |
| 1998 | ф  | Тень сомнения              | Shadow of Doubt             | Сильвия Саксон                   |
| 2002 | ф  | Тыковка                    | Pumpkin                     | Бетси Колландер                  |